# Iwogumoa yaeyamensis
Iwogumoa yaeyamensis är en spindelart som först beskrevs av Matsuei Shimojana 1982.  Iwogumoa yaeyamensis ingår i släktet Iwogumoa och familjen mörkerspindlar. Inga underarter finns listade i Catalogue of Life.